# 1926 en Saskatchewan
Chronologie de la Saskatchewan
- 1922
- 1923
- 1924
- 1925
- 1926
- 1927
- 1928
- 1929
- 1930

Cette page concerne des événements d'actualité qui se sont produits durant l'année 1926 dans la province canadienne de la Saskatchewan.

## Politique

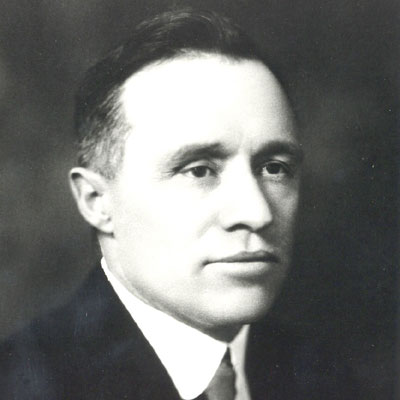
James Garfield Gardiner

- Premier ministre : Charles Avery Dunning puis James Garfield Gardiner
- Chef de l'Opposition :
- Lieutenant-gouverneur : Henri William Newlands
- Législature :

## Naissances
- 11 février : Leslie Nielsen OC, né en Saskatchewan et mort le 28 novembre 2010 (à 84 ans) en Floride, est un acteur canadien naturalisé américain. Il est célèbre pour ses rôles dans les comédies comme Y a-t-il un pilote dans l'avion ?.
- 20 mai : Paul-André Crépeau, né à Gravelbourg et décédé à Montréal le 6 juillet 2011 (à 85 ans)[1],[2],[3], est un juriste canadien de renommée internationale, titulaire émérite de la chaire Arnold Wainwright de droit civil de l'Université McGill[4].
- 29 octobre : Jon Vickers, né à Prince Albert, est un ténor canadien. Après une formation musicale à Toronto, il débute à Londres en 1956 et à Bayreuth en 1958. Il fut le ténor héroïque le plus demandé des années 1960.
- 12 décembre : Roman Kroitor, né à Yorkton et mort le 16 septembre 2012 (à 85 ans) au Québec[5], est un cinéaste canadien et coïnventeur du système IMAX.